# Matrícula SIAPE
Matrícula SIAPE, ou simplesmente SIAPE (abreviação de "Sistema Integrado de Administração de Pessoal"), é um número único que identifica o servidor público federal brasileiro ou seus pensionistas.
No caso do servidor público federal, este número é composto por 7 dígitos, e 8 para pensionistas.
A Matrícula SIAPE surgiu em 1989, a partir da necessidade do governo federal de saber o quanto era despendido com pagamento de pessoal, sendo atualmente um dos principais sistemas estruturadores do governo federal e responsável pela produção das folhas de pagamento dos mais de 200 órgãos federais. 